# 205

## Събития
- Каракала убива на 22 февруари тъста си Плавциан и заточава съпругата си Фулвия Плавцила на Липари

## Родени
- Плотин, гръцки философ († 270)

## Починали
- 22 февруари: Плавциан, римски политик
- Попилий Педон Апрониан († 204/206), римски политик